# Coupe de Suède de football 2008

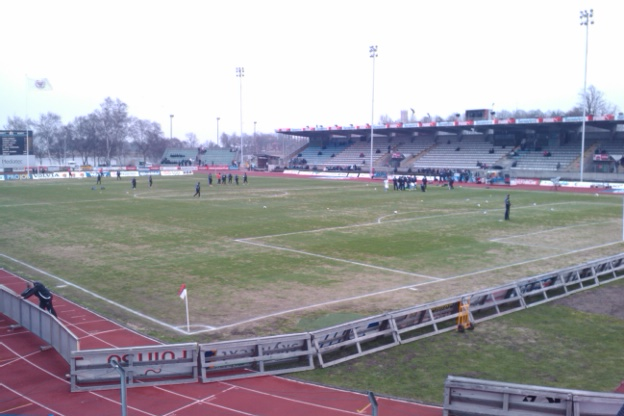
Le stade Fredriksskans IP de Kalmar, où s'est déroulée la finale.

La coupe de Suède de football 2008 est la 53e édition de la coupe de Suède de football, organisée par la Fédération suédoise de football.
Comme lors de l'édition précédente, la finale oppose le Kalmar FF à l'IFK Göteborg, mais cette fois-ci, c'est Göteborg qui l'emporte, après avoir dû aller jusqu'aux tirs au but. C'est la cinquième coupe de Suède remportée par le club.

## Phase finale
|  | Quarts de finale            | Quarts de finale            |                 |       | Demi-finales           | Demi-finales           |  |  | Finale                    | Finale                    |
|  | Quarts de finale            | Quarts de finale            |                 |       | Demi-finales           | Demi-finales           |  |  | Finale                    | Finale                    |
|  |                             |                             |                 |       |                        |                        |  |  |                           |                           |
|  | 10 juillet 2008, Norrköping | 10 juillet 2008, Norrköping |                 |       | 28 août 2008, Enköping | 28 août 2008, Enköping |  |  | 21 septembre 2008, Kalmar | 21 septembre 2008, Kalmar |
|  | 10 juillet 2008, Norrköping | 10 juillet 2008, Norrköping |                 |       | 28 août 2008, Enköping | 28 août 2008, Enköping |  |  | 21 septembre 2008, Kalmar | 21 septembre 2008, Kalmar |
|  | IFK Norrköping              | 2 (4)                       |                 |       | 28 août 2008, Enköping | 28 août 2008, Enköping |  |  | 21 septembre 2008, Kalmar | 21 septembre 2008, Kalmar |
|  | IFK Norrköping              | 2 (4)                       |                 |       | 28 août 2008, Enköping | 28 août 2008, Enköping |  |  | 21 septembre 2008, Kalmar | 21 septembre 2008, Kalmar |
|  | Enköpings SK FK             | 2 (5)                       |                 |       | 28 août 2008, Enköping | 28 août 2008, Enköping |  |  | 21 septembre 2008, Kalmar | 21 septembre 2008, Kalmar |
|  | Enköpings SK FK             | 2 (5)                       | Enköpings SK FK | 0     |                        |                        |  |  | 21 septembre 2008, Kalmar | 21 septembre 2008, Kalmar |
|  | 10 juillet 2008, Sundsvall  |                             | Enköpings SK FK | 0     |                        |                        |  |  | 21 septembre 2008, Kalmar | 21 septembre 2008, Kalmar |
|  |                             | IFK Göteborg                | 3               |       |                        |                        |  |  | 21 septembre 2008, Kalmar | 21 septembre 2008, Kalmar |
|  | GIF Sundsvall               | IFK Göteborg                | 3               | 2     |                        |                        |  |  | 21 septembre 2008, Kalmar | 21 septembre 2008, Kalmar |
|  | GIF Sundsvall               |                             |                 | 2     |                        |                        |  |  | 21 septembre 2008, Kalmar | 21 septembre 2008, Kalmar |
|  | IFK Göteborg                | 3                           |                 |       |                        |                        |  |  | 21 septembre 2008, Kalmar | 21 septembre 2008, Kalmar |
|  | IFK Göteborg                | 3                           | Kalmar FF       | 0 (4) |                        |                        |  |  |                           |                           |
|  | 24 juillet 2008, Märsta     |                             | Kalmar FF       | 0 (4) |                        |                        |  |  |                           |                           |
|  |                             | IFK Göteborg                | 0 (5)           |       |                        |                        |  |  |                           |                           |
|  | Valsta Syrianska IK         | IFK Göteborg                | 0 (5)           | 0     |                        |                        |  |  |                           |                           |
|  | Valsta Syrianska IK         | 21 août 2008, Stockholm     |                 | 0     |                        |                        |  |  |                           |                           |
|  | Hammarby IF                 | 4                           |                 |       |                        |                        |  |  |                           |                           |
|  | Hammarby IF                 | 4                           | Hammarby IF     | 0     |                        |                        |  |  |                           |                           |
|  | 7 août 2008, Elfsborg       |                             | Hammarby IF     | 0     |                        |                        |  |  |                           |                           |
|  |                             | Kalmar FF                   | 1               |       |                        |                        |  |  |                           |                           |
|  | IF Elfsborg                 | Kalmar FF                   | 1               | 2     |                        |                        |  |  |                           |                           |
|  | IF Elfsborg                 |                             |                 | 2     |                        |                        |  |  |                           |                           |
|  | Kalmar FF                   | 2                           |                 |       |                        |                        |  |  |                           |                           |
|  | Kalmar FF                   | 2                           |                 |       |                        |                        |  |  |                           |                           |

### Quarts de finale
| Date et lieu                | Équipe 1                 | Score                | Équipe 2             | Affluence |
| --------------------------- | ------------------------ | -------------------- | -------------------- | --------- |
| 10 juillet 2008, Norrköping | IFK Norrköping (D1)      | 2 – 2 4 – 5 t. a. b. | Enköpings SK FK (D2) | 677       |
| 10 juillet 2008, Sundsvall  | GIF Sundsvall (D1)       | 2 – 3                | IFK Göteborg (D1)    | 3 457     |
| 24 juillet 2008, Märsta     | Valsta Syrianska IK (D3) | 0 – 4                | Hammarby IF (D1)     | 3 125     |
| 7 août 2008, Borås          | IF Elfsborg (D1)         | 2 – 4                | Kalmar FF (D1)       | 2 610     |

### Demi-finales
| Date et lieu            | Équipe 1             | Score       | Équipe 2          | Affluence |
| ----------------------- | -------------------- | ----------- | ----------------- | --------- |
| 21 août 2008, Stockholm | Hammarby IF (D1)     | 0 – 1 a. p. | Kalmar FF (D1)    | 4 538     |
| 28 août 2008, Enköping  | Enköpings SK FK (D2) | 0 – 3       | IFK Göteborg (D1) | 1 829     |

### Finale
| Date et lieu              | Équipe 1       | Score                | Équipe 2          | Affluence |
| ------------------------- | -------------- | -------------------- | ----------------- | --------- |
| 21 septembre 2008, Kalmar | Kalmar FF (D1) | 0 – 0 4 – 5 t. a. b. | IFK Göteborg (D1) | 7 158     |